# Allobates ranoides
Allobates ranoides is een bedreigde kikkersoort uit de familie van de Aromobatidae. De wetenschappelijke naam van de soort is voor het eerst geldig gepubliceerd in 1918 door Boulenger.
Deze soort is bedreigd omdat het leefgebied kleiner is dan 5000 vierkante kilometer, en nog altijd afneemt. Ondanks uitgebreid onderzoek is de soort sinds 2001 niet meer gezien. Deze soort is bekend uit het departement Meta in Colombia. Allobates ranoides leeft in het regenwoud. De vrouwtjes leggen waarschijnlijk hun eieren in de grond, en mannetjes vervoeren vervolgens die eieren naar water, waar de dieren verder ontwikkelen.